# Rachid Dali
Pour les articles homonymes, voir Dali.
Rachid Dali, né le 30 décembre 1947 à Béjaïa et mort dans la même ville le 23 septembre 2021, est un footballeur international algérien.
Il est considéré comme l'un des joueurs algériens les plus populaires dans les années 1970.

## Biographie
Durant sa carrière de joueur, entre 1964 et 1977, il évolue au poste d'avant-centre. 
Il débute à la JSM Béjaïa, puis se voit recruté par la JS Kabylie. 
Il reçoit 22 sélections en équipe d'Algérie entre 1970 et 1975, inscrivant 9 buts, ajouter à cela sept matchs d'applications contre des clubs dont deux buts marqués.
Il meurt le 23 septembre 2021, des suites d'une longue maladie à 73 ans, il est inhumé au cimetière de Sidi M'hand-Amokrane avec la présence de plusieurs figures du football algérien.

## Palmarès

### En clubs
- Champion d'Algérie en 1973, 1974 et 1977 avec la JS Kabylie.
- Vainqueur de la Coupe d'Algérie en 1977 avec la JS Kabylie.
- Vainqueur de la Supercoupe d'Algérie en 1973 avec la JS Kabylie.
- Finaliste de la Coupe du Maghreb des clubs champions en 1974 avec la JS Kabylie.

### Avec l'équipe d'Algérie
Le tableau suivant indique les rencontres de l'équipe d'Algérie dans lesquelles Rachid Dali a été sélectionné depuis le 3 décembre 1970 jusqu'à 11 mai 1975.

## Statistiques
| Saison                | Club                  | Championnat           | Championnat | Championnat | Coupe(s) nationale(s) | Coupe(s) nationale(s) | Compétition(s) continentale(s) | Compétition(s) continentale(s) | Compétition(s) continentale(s) | Total | Total |
| Saison                | Club                  | Division              | M.          | B.          | M.                    | B.                    | Comp.                          | M.                             | B.                             | M.    | B.    |
| 1964-1965             | JSM Béjaïa            | 2                     |             |             |                       |                       | -                              | -                              | -                              | 0     | 0     |
| 1965-1966             | JSM Béjaïa            | 3                     |             |             |                       |                       | -                              | -                              | -                              | 0     | 0     |
| 1966-1967             | JSM Béjaïa            | 4                     |             |             |                       |                       | -                              | -                              | -                              | 0     | 0     |
| 1967-1968             | JSM Béjaïa            | 3                     |             |             |                       |                       | -                              | -                              | -                              | 0     | 0     |
| 1968-1969             | JSM Béjaïa            | 3                     |             |             |                       |                       | -                              | -                              | -                              | 0     | 0     |
| 1969-1970             | JSM Béjaïa            | 2                     |             |             |                       |                       | -                              | -                              | -                              | 0     | 0     |
| 1970-1971             | JSM Béjaïa            | 2                     |             |             |                       |                       | -                              | -                              | -                              | 0     | 0     |
| 1971-1972             | JSM Béjaïa            | 2                     |             |             |                       |                       | -                              | -                              | -                              | 0     | 0     |
| Sous-total            | Sous-total            | Sous-total            |             |             |                       |                       | -                              | -                              | -                              | 0     | 0     |
| 1972-1973             | JS Kabylie            | 1                     |             |             |                       |                       | -                              | -                              | -                              | 0     | 0     |
| 1973-1974             | JS Kabylie            | 1                     |             |             |                       |                       | -                              | -                              | -                              | 0     | 0     |
| 1974-1975             | JS Kabylie            | 1                     |             |             |                       |                       | -                              | -                              | -                              | 0     | 0     |
| 1975-1976             | JS Kabylie            | 1                     |             |             |                       |                       | -                              | -                              | -                              | 0     | 0     |
| 1976-1977             | JS Kabylie            | 1                     |             |             |                       |                       | -                              | -                              | -                              | 0     | 0     |
| Sous-total            | Sous-total            | Sous-total            |             |             |                       |                       | -                              | -                              | -                              | 0     | 0     |
| Total sur la carrière | Total sur la carrière | Total sur la carrière | -           | -           | -                     | -                     | -                              | -                              | -                              | 0     | 0     |